# Anate

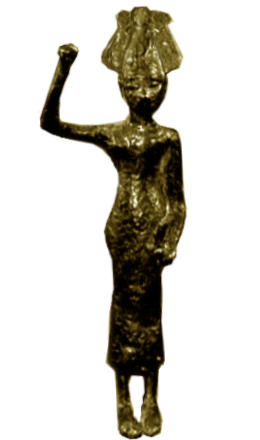
Estatueta de bronze de Anate usando uma coroa atef com o braço levantado (originalmente segurando um machado ou uma clava), datada de 1400-1200 AEC, encontrada na Síria.

Anate (hebraico e fenício ענת, ‘Anōt; ugarítico ‘nt; grego Αναθ, Anath; egípcio Antit, Anit, Anti, ou Anant) é uma grande deusa virgem semita da guerra.

## Anate na mitologia egípcia
Na mitologia egípcia, Anate era representada como uma mulher tendo na cabeça a coroa do Alto Egito com duas penas de avestruz; traz uma clava numa das mãos e, na outra, uma lança e um escudo.
Sabe-se que o seu culto existiu no Antigo Egito desde o Reino Médio. Durante o Segundo Período Intermediário, época na qual o Egito caiu nas mãos de povos do Médio Oriente, os Hicsos, esta divindade tornou-se muito popular entre os reis hicsos. Depois, os Raméssidas introduziram-na oficialmente no panteão.